# Рокингемский лес
Рокингемский лес (англ. Rockingham Forest) — бывший королевский охотничий лес в графстве Нортгемптоншир (Англия), площадью около 200 квадратных миль (500 км²), находящийся между реками Уэлланд и Нен и городами Стэмфорд и Кеттеринг. Лес имеет разнообразный ландшафт с сельскохозяйственными угодьями, открытыми пастбищами, очагами леса и деревнями, построенными из местного камня. Слово «лес» в названии обозначало юридический статус этих мест вплоть до XIX века.

## История
Лес назван по названию близлежащей деревни Рокингем, где располагался королевский замок Рокингем. Границами леса служили река Нен с востока и дорога от Маркет-Харборо до Нортгемптона с запада (современное шоссе A508). Постепенно лес уменьшался в размерах, и современный Рокингемский лес представляет собой лишь небольшую часть в северо-восточной части оригинального леса. Основная его часть ограничена городами Корби, Кеттеринг, Трапстон и Аундл.
Вильгельм I Завоеватель охотился в Рокингемском лесу, который тогда простирался от Стемфорда до Нортгемптона. В 1143 году здесь было основано цистерцианское аббатство Пайпуэлл. В 1298 году дворянскому роду Ласси было даровано разрешение огородить 12 гектар леса, лежащих вокруг имения Уоденхо, и сделать парк. Границы леса были установлены в 1299 году, однако Карл I их уменьшил обратно. Карл II не интересовался лесом и большую часть его распродал или раздарил. К 1792 году короне принадлежала лишь малая его часть. В результате действий парламента в 1832 году бо́льшая часть территории леса стала использоваться для сельскохозяйственных нужд. Комиссия по лесному хозяйству Великобритании забрала нерозданные остатки леса в 1923 году.

## Геология
Местность под лесными насаждениями сложена в основном осадочными породами юрского возраста, простирающимися от Котсуолдса на юго-запад через Восточный Мидленд до Хамбера через Линкольн-Эдж. В основном это смесь напластований аргиллита и известняка, плавно погружающихся при движении на восток. Стратиграфический порядок отложений следующий (начиная от самых молодых):
- Анхольмская эратема[англ.]
  - Оксфордская формация глин[англ.]
- Главная эратема оолитов[англ.]
  - Корнбрашская формация[англ.]
  - Блисвортская формация глин[англ.]
  - Блисвортская формация известняков[англ.]
  - Ратлендская формация[англ.]
- Нижняя эратема оолитов[англ.]
  - Линкольнширская формация известняков[англ.]
  - Грантемская формация[англ.]
  - Нортгемптонская формация песков[англ.]

Участок плато в значительной степени покрыт валунной глиной ледникового происхождения. На западной окраине леса в Корби когда-то переплавляли встречающийся в песках гематит.

## Управление
Районы, управляемые Лесной комиссией, включают в себя:
- Саути-Вуд, Питерборо
- Уэйкерлинский Великий Лес
- Национальный природный резерват Бедфорд-Пёрлью[англ.]
- Лес Файншейд
- Фермин-Вудс

Рокингемский лес знаменит своей популяцией красных коршунов, которая в настоящее время насчитывает 300 особей.

## Реинтродукция толстоголовки палемон
Весной 2018 года в лес реинтродуцировали бабочку толстоголовка палемон (Carterocephalus palaemon) из Бельгии.